# 7mm Remington Ultra Magnum
7mm Remington Ultra Magnum або 7mm RUM 7 мм гвинтівковий набій представлений компанією Remington Arms в 2001 році.

## Опис
Набій 7mm RUM було створено на базі гільзи набою .404 Jeffery, який також використали для розробки набоїв .375 RUM .300 RUM та .338 RUM. Набій .300 RUM створено шляхом обтискання гільзи для використання кулі калібру .284 або 7 мм, Remington випустили гільзу без пояску з діаметром головки дещо більшим ніж діаметр пояска оригінальних гільз з пояском. В результаті об'єм гільзи значно більший ніж у звичайних гільз магнум з пояском. У порівнянні з набоєм 7mm Remington Magnum, найбільший заряд набою 7мм RUM має на 25% більше енергії на відстані в 270 м. Така продуктивність має свою ціну, в даному випадку збільшується дуловий спалах, зростає відбій і швидше зношується ствол.
Набій 7mm Ultra Magnum може похвалитися найбільшою гільзою серед всіх комерційних набоїв калібру 7 мм.